# International Crisis Group
International Crisis Group (ICG) eller Internationella krisgruppen är en konfliktförebyggande ideell icke-statlig organisation och tankesmedja. ICG sänder grupper av politiska analytiker till områden där dödliga konflikter riskerar att uppstå för att dokumentera exempelvis övergrepp mot civilbefolkningen, analysera konfliktrisker och rekommendera åtgärder till regeringar för att förebygga, lindra eller lösa dödliga konflikter. Organisationen utför opinionsbildning på hög internationell nivå, och sänder rapporter, konfliktvarningar och rekommenderade policier till statliga beslutsfattare och internationella organisationer. Rekommendationerna kan exempelvis innebära insatser av säkerhets- eller fredsstyrkor, sanktioner, medling, författningsändringar eller nödhjälp. Nämnda rapporter och det månatliga nyhetsbrevet CrisisWatch, är tillgängliga för allmänheten på organisationens webbplats.
Organisationen grundades 1995 av Lord Malloch Brown, före detta vice generalsekreterare för Förenta nationerna (FN), Morton Abramowitz, före detta amerikansk diplomat, samt Fred Cuny, expert på katastrofhjälp som försvann i Tjetjenien under samma år. Organisationen har varit drivande i att omforma Balkanländerna.
ICG har omkring 150 anställda på fem kontinenter med huvudkontor i Bryssel, organisationen är dock registrerad i Washington, D.C. av skatteskäl. Sedan 2014 har Carl Bildt styrelseuppdrag i organisationen.
ICG beskriver sig som oberoende, men finansieras genom bidrag från västerländska regeringar, olika understödsföreningar, organisationer och privatpersoner såsom George Soros. 
Organisationens oberoende har ifrågasatts och den har kritiserats bland annat från vänsterdebattörer och Mellanöstern för att betjäna västerländska intressen, och för att bestå av prominenta politiker främst från Nato som till stor del till försöker åtgärda problem som deras länder själva har förorsakat.

## Styrelsen
| Position        |                  | Namn                     | Nuvarande/tidigare yrken |
| --------------- | ---------------- | ------------------------ | --- |
| Medordförande   | Storbritannien   | Lord Malloch Brown       | Före detta vicepresident för Världsbanken och vice generalsekreterare för Förenta nationerna (FN).                           |
|                 | Libanon          | Ghassan Salamé           | Professor för utländska relationer på Sciences-Po och Columbia University.                                                   |
| Vice ordförande | Nigeria          | Ayo Obe                  | Jurist, krönikör och TV-personlighet.                                                                                        |
| Ledamot         | USA              | Morton Abramowitz        | Före detta amerikansk assisterande statssekreterare och ambassadör till Thailand och Turkiet.                                |
|                 | Iran             | Hushang Ansary           | Företagsledare och före detta diplomat.                                                                                      |
|                 | Israel           | Nahum Barnea             | Politisk krönikör. |
|                 | USA              | Sandy Berger             | Före detta amerikansk nationell säkerhetsrådgivare åt Bill Clinton.                                                          |
|                 | Sverige          | Carl Bildt               | Före detta svensk statsminister och utrikesminister.                                                                         |
|                 | Italien          | Emma Bonino              | Före detta italiensk utrikesminister och EU-kommissionär för hjälpsändningar.                                                |
|                 | Schweiz          | Micheline Calmy-Rey      | Före detta schweizisk president, vice president och utrikesminister.                                                         |
|                 | Sydafrika        | Cheryl Carolus           | Före detta sydafrikansk high commissioner till Storbritannien och generalsekreterare för African National Congress (ANC).    |
|                 | Schweiz          | Maria Livanos Cattaui    | Före detta generalsekreterare för International Chamber of Commerce (ICC).                                                   |
|                 | USA              | Wesley Clark             | Före detta fyrstjärnig general och SACEUR för Nato.                                                                          |
|                 | Filippinerna     | Sheila Coronel           | Journalist och chef för journalistskolan vid Columbia University.                                                            |
|                 | Belgien          | Mark Eyskens             | Före detta belgisk premiärminister.                                                                                          |
|                 | Danmark          | Lykke Friis              | Före detta dansk energi- och jämställdhetsminister.                                                                          |
|                 | Kanada           | Frank Giustra            | Företagsledare och filantrop.                                                                                                |
|                 | Frankrike        | Jean-Marie Guéhenno      | President och vd för ICG och före detta undergeneralsekreterare för FN:s fredsbevarande styrkor.                             |
|                 | Storbritannien   | Dr. Mo Ibrahim           | Företagsledare och filantrop.                                                                                                |
|                 | Tyskland         | Wolfgang Ischinger       | Före detta tysk utrikesminister och ambassadör till Storbritannien och USA.                                                  |
|                 | Pakistan         | Asma Jahangir            | Politisk aktivist för mänskliga rättigheter och demokrati.                                                                   |
|                 | Palestina (stat) | Wadah Khanfar            | Före detta generalsekreterare för den arabiska mediegruppen, al-Jazira.                                                      |
|                 | Nederländerna    | Wim Kok                  | Före detta nederländsk premiärminister.                                                                                      |
|                 | Chile            | Ricardo Lagos            | Före detta chilensk president.                                                                                               |
|                 | USA              | Joanne Leedom-Ackerman   | Författare och journalist.                                                                                                   |
|                 | Sydafrika        | Sankie Mthembi-Mahanyele | Före detta sydafrikansk bostadsminister och vice generalsekreterare för African National Congress (ANC).                     |
|                 | Indien           | Lalit Mansingh           | Före detta indisk utrikesminister, ambassadör till USA och high commissioner till Storbritannien.                            |
|                 | USA              | Thomas R. Pickering      | Före detta amerikansk understatssekreterare och ambassadör till bland annat FN, Ryssland, Jordanien, El Salvador och Israel. |
|                 | Malaysia         | Karim Raslan             | Företagsledare, författare och krönikör.                                                                                     |
|                 | Kanada           | Paul Reynolds            | Företagsledare. |
|                 | USA              | Olympia Snowe            | Före detta amerikansk senator.                                                                                               |
|                 | USA              | George Soros             | Företagsledare, ekonom och filantrop.                                                                                        |
|                 | Spanien          | Javier Solana            | Före detta generalsekreterare för Nato, VEU och EU-rådet och EU:s höga representant för GUSP.                                |
|                 | Finland          | Pär Stenbäck             | Före detta finsk utrikes- och undervisningsminister.                                                                         |
|                 | Norge            | Jonas Gahr Støre         | Partiledare för Arbeiderpartiet och före detta norsk utrikesminister.                                                        |
|                 | USA              | Lawrence Summers         | Före detta amerikansk finansminister och vice finansminister, chef för NEC och chefsekonom hos Världsbanken.                 |
|                 | Kina             | Wang Jisi                | Rådgivare i utrikesfrågor till kinesiska staten.                                                                             |
|                 | Kina             | Wu Jianmin               | Rådgivare i utrikesfrågor till kinesiska staten och före detta kinesisk ambassadör till FN och Frankrike.                    |
|                 | Frankrike        | Lionel Zinsou            | Företagsledare och ekonom.                                                                                                   |